# Konrad zu Castell
Konrad Graf und Herr zu Castell (auch Conrad; * 10. Juli 1519 in Castell; † 8. Juli 1577 auf Schloss Schmiedelfeld) war von 1546 bis 1577 Herrscher der Grafschaft Castell. Er teilte sich die Herrschaft mit seinen Brüdern Heinrich IV. und Georg II.

## Die Grafschaft vor Konrad
Zu Beginn des 16. Jahrhunderts war die Grafschaft Castell in eine prekäre Situation geraten: Die großen Landesherren der Umgebung, namentlich das Hochstift Würzburg und die Markgrafschaft Ansbach, engten das Territorium der Grafschaft immer weiter ein. Friedrich VI. musste seine Hälfte an der wichtigen Stadt Volkach an den Bischof abtreten und die Grafschaft büßte somit den Zugang zum wichtigen Fluss Main ein.
Eine weitere Entwicklung war das Aufkommen des lutherischen Glaubens, der sich, von Mitteldeutschland kommend, auch in Franken immer weiter ausbreitete. Eine der unmittelbaren Folgen der religiösen Erschütterungen war der Deutsche Bauernkrieg des Jahres 1525, in dem sich die benachteiligten Bevölkerungsschichten zusammenschlossen und mit Gewalt gegen ihre Grundherren vorgingen. Der Aufstand konnte niedergeschlagen werden, die Grafschaft wurde dennoch in Mitleidenschaft gezogen.

## Leben
Konrad wurde im Jahr 1519 als erstes Kind von Graf Wolfgang I. geboren. Er wuchs zusammen mit den Brüdern Heinrich und Georg auf, mit denen er sich auch die Herrschaft über die Grafschaft teilen sollte. Zunächst schlug der junge Graf eine geistliche Laufbahn ein und etablierte sich als Domkapitular in Würzburg, Bamberg und Speyer. Nach dem Tod des Vaters 1546 entsagte er jedoch den geistlichen Pfründen und begann mit der Regierung der Grafschaft.
Als erste Amtshandlung verkaufte er 1547 das alte Schloss in Wiesentheid an Valentin Fuchs von Bimbach. Gleichzeitig arbeitete Konrad auch in anderen Herrschaften der Umgebung. In den Jahren 1566 bis 1568 ist er als Oberhauptmann auf der Plassenburg überliefert. Im Jahr 1568 wurde er Statthalter des Stifts Waldsassen. Zuvor, 1548 und 1557, nahm er an den Reichstagen zu Augsburg und Regensburg teil. Graf Konrad zu Castell starb im Jahr 1577.

## Ehe und Nachkommen
Graf Konrad ehelichte am 1. August 1543 die Markgräfin Elisabeth von Baden-Durlach in Pforzheim. Mit ihr hatte er zwei Töchter, welche beide nicht als regierende Herrscher der Grafschaft agieren konnten.
- Martha (* 2. Mai 1544 in Castell; † 28. August 1607)
- Eva (* 12. April 1546; † 23. April 1570)